# 대우 로얄

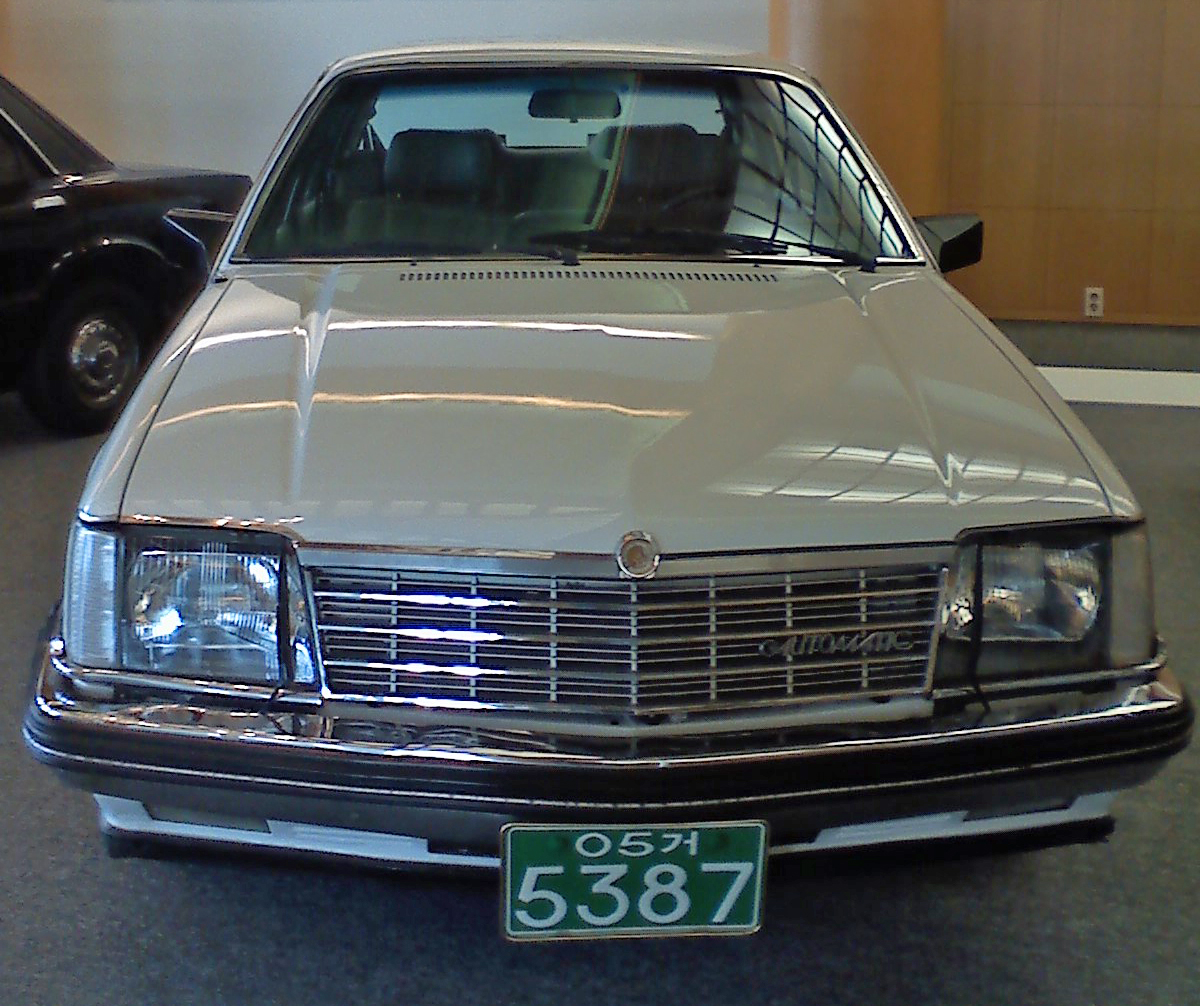
1981년형 대우 로얄 슈퍼 정면

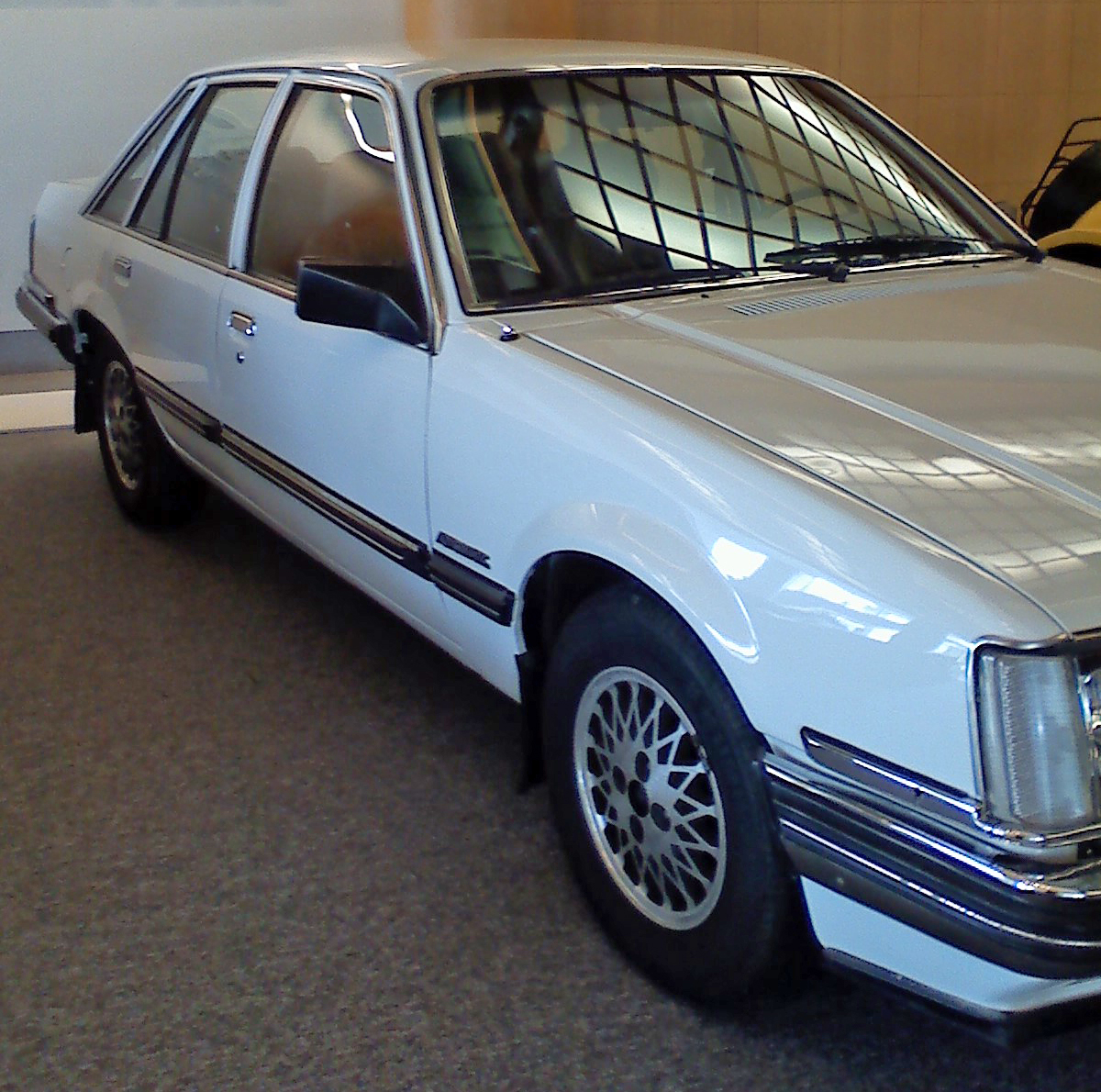
1981년형 대우 슈퍼 살롱 측면

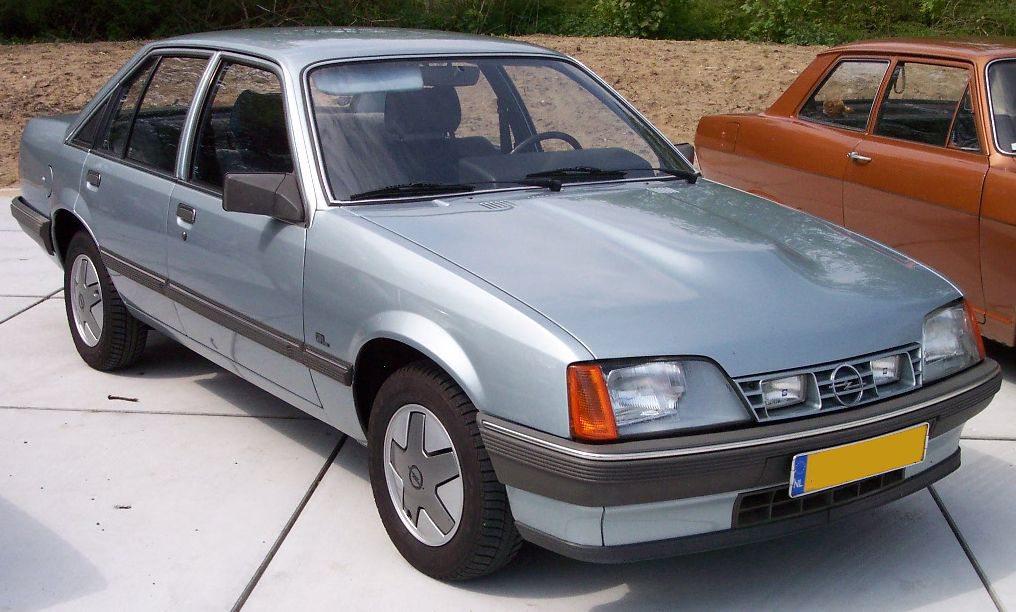
오펠 레코드 EⅡ(대우 로얄 프린스의 베이스 모델)

대우 로얄 (Daewoo Royale)은 과거 대우자동차에서 출시된 승용차 시리즈로, 레코드와 제나토어를 베이스로 하여 모든 차종이 후륜구동이다. 
1975년에 출시된 레코드 로얄부터 로얄이라는 이름이 처음 쓰였고, 1978년에 출시된 신형 레코드 로얄이 로얄의 시조가 된다. 
마이너 체인지 차종인 프린스와 브로엄이 등장하기 전인 1991년까지 생산되었다. 
1986년에 첫 선을 보인 로얄 살롱 슈퍼부터는 전자제어식 연료분사 엔진이 장착되었고, 트립 컴퓨터가 처음 등장했다. 통칭 로얄 시리즈로 불렸으며, 로얄 살롱 외에도 로얄 프린스와 로얄 듀크 등 다양한 파생 차종들을 거느렸다. 전륜구동 방식의 현대 그랜저(L)와 현대 쏘나타(Y2)가 나오기 전까지 중형차 시장과 대형차 시장에서 독보적인 존재였다. 
이후 인기가 식어 가던 로얄 시리즈는 1991년에 마이너 체인지를 거쳐 유선형 디자인으로 다듬어진 프린스와 슈퍼 살롱 브로엄으로 선보이며, 라인업이 기존에 비해 간략히 정비되었다. 1984년 프로야구 후기 리그에서 롯데 자이언츠가 우승하여 투수 최동원과 타자 유두열이 부상으로 받은 차는 로얄 XQ로, 한 대는 검은색, 한 대는 금색이었다.

## 연혁
- 1978년
  - 8월 : 오펠 레코드 E1에 맞추어서 풀 모델 체인지가 된 신형 레코드 로얄이 출시되었다.
- 1979년
  - 7월 : 자동변속기 사양인 레코드 로얄 오토매틱이 출시되었다.
- 1980년
  - 6월 : 대한민국 최초의 디젤 승용차인 로얄 디젤이 출시되었다. 레코드 로얄과 같은 바디에 엔진은 독일 오펠 사의 2,000cc급 디젤 엔진을 탑재했다.
  - 9월 : 홀덴 VB 코모도어와 유사한 프런트 디자인을 적용한 로얄 살롱이 출시되었다.
- 1982년
  - 8월 : LPG 연료를 사용하는 로얄 LPG가 출시되었다.
- 1983년
  - 1월 : 사명이 새한자동차에서 대우자동차로 변경되어 대우자동차의 CI가 적용되었다.
  - 5월 : 뉴 로얄 살롱이 출시되었다.
  - 6월 : 오펠 레코드 E2 기반의 로얄 프린스가 출시되었다.
  - 8월 : 기존 로얄의 바디에 1,500cc XQ 엔진을 장착한 염가형 로얄 XQ가 출시되었다.
- 1984년
  - 11월 : 전 차종이 일제히 마이너 체인지를 거쳐 C 필러에 약간 변화가 주어져 로얄 XQ와 로얄 프린스의 리어 램프는 가로 6등식 타입에서 맵시-나의 것을 거꾸로 뒤집은 듯한 형상으로, 로얄 살롱은 가로 8등식 타입에서 맵시-나의 것을 위아래의 색깔만 서로 맞바꾼 형상으로 각각 변경된 것과 동시에(오펠 레코드 E1과 같은 형상에서 오펠 레코드 E2와 같은 형상으로 변경), 후면과 몰딩이 변경되었다. 로얄 XQ는 추가로 격자형 라디에이터 그릴 적용 및 범퍼 변경 등이 이루어졌다.
- 1985년
  - 2월 : 대한민국 최초로 전자 제어 연료 분사식 EFI 엔진과 트립 컴퓨터, 전자식 LCD 계기판과 헤드램프 와이퍼를 비롯한 당대 최고급 사양을 대거 적용한 로얄 시리즈 최초로 6 윈도우식 C 필러를 갖춘 로얄 살롱 슈퍼가 출시되었다.
  - 3월 : 1,500cc급 염가형 로얄 프린스 1500 출시되었다.
- 1986년
  - 2월 : 전 차종이 페이스 리프트를 거쳐 전면과 후면에 플라스틱 범퍼가 적용되는 등 큰 폭으로 변경되었다. 로얄 살롱 슈퍼는 페이스 리프트와 동시에 슈퍼 살롱으로 개명되며, 로얄 XQ는 론지 엔진이 적용된 로얄 듀크로 대체되었다. 로얄 프린스는 페이스 리프트를 거쳐 프론트 뷰는 르망과 통일성을 이루었고, 동시에 2,000cc 엔진을 얹은 로얄 프린스 2000이 출시되었다.
- 1987년
  - 2월 : 전 차종이 페이스 리프트를 거쳐 전면과 후면에 플라스틱 범퍼가 적용되는 등 큰 폭으로 변경되었다.
- 로얄 살롱 슈퍼는 페이스 리프트와 동시에 슈퍼 살롱으로 개명되며, 로얄 XQ는 론지 엔진이 적용된 로얄 듀크로 대체되었다.
- 로얄 프린스는 페이스 리프트를 거쳐 프론트 뷰는 르망과 통일성을 이루었고, 동시에 2,000cc 엔진을 얹은 로얄 프린스 2000이 출시되었다.
- 1988년
  - 1월 : 1,900cc 엔진과 2,000cc 엔진이 장착된 전 차종(로얄 프린스, 로얄 살롱, 슈퍼 살롱)에 전자 분사식 EFI 엔진이 적용되었고, 로얄 듀크의 염가 사양인 듀크 하이 파이가 출시되었다.
  - 4월 : 로얄 듀크 기반의 1600cc급 LPG 택시 전용 차종인 듀크 시티가 출시되었다.
  - 10월 : 1989년형 로얄 시리즈의 출시로 인해 로얄 프린스 1900 이상부터 전 차종에 슈퍼 살롱과 동일한 형태의 6 윈도우 C 필러가 적용되었고, 로얄 프린스는 르망과 비슷한 2 분할 라디에이터 그릴로 변경되었다.
- 1989년
  - 3월 : 대한민국 최초의 직렬 6기통 3,000cc 엔진과 ABS를 탑재한 최상급 차량인 임페리얼이 출시되었다. 동시에 로얄 프린스 1900, 로얄 프린스 2000과 로얄 살롱의 자동변속기가 4단으로 변경되었다.
  - 로얄 디젤과 로얄 듀크가 단종되었다. 로얄 듀크는 로얄 프린스 1500에 통합되었고, 1년 후에 대체 차종인 에스페로가 출시되었다.
- 1990년
  - 2월 : 로얄 프린스 1500과 비슷한 외형의 6 윈도우형 C 필러가 삭제된 1,900cc 염가형인 로얄 프린스 디럭스가 출시되었다.
- 1991년
  - 6월 : 로얄 프린스의 마이너 체인지 차종인 프린스가 출시되었다.
  - 10월 : 로얄 살롱, 슈퍼 살롱의 마이너 체인지 차종인 슈퍼 살롱(브로엄)가 출시되어 기존의 로얄 프린스, 로얄 살롱, 슈퍼 살롱 등이 단종되었다.
- 1993년
  - 7월 : 마이너 체인지 차종인 프린스에 영업용 택시가 추가됨에 따라 로얄 프린스 영업용 택시가 단종되었다.
  - 12월 : 오펠 레코드 E1 바디 기반의 임페리얼이 단종되어 모든 라인업이 정리되었다.

## 제원

### 로얄 디젤
- 전장(mm) : 4,617(이후 4,697로 변경)
- 전폭(mm) : 1,726(이후 1,720으로 변경)
- 전고(mm) : 1,420
- 축거(mm) : 2,668
- 윤거(전, mm) : 1,435
- 윤거(후, mm) : 1,412
- 승차정원 : 5명
- 변속기 : 수동 4단/수동 5단
- 구동형식 : 후륜 구동

| 구분               | 2.0 DLX    | 2.0 TAXI   |
| ------------------ | ---------- | ---------- |
| 연료               | 디젤       | 디젤       |
| 배기량(cc)         | 1,979      | 1,979      |
| 최고출력(ps/rpm)   | 65/4,200   | 65/4,400   |
| 최대토크(kg*m/rpm) | 12.3/2,100 | 12.6/2,200 |

### 로얄 프린스
- 전장(mm) : 4,635(이후 4,855로 변경)
- 전폭(mm) : 1,740(이후 1,720으로 변경)
- 전고(mm) : 1,420
- 축거(mm) : 2,668
- 윤거(전, mm) : 1,435
- 윤거(후, mm) : 1,412
- 승차정원 : 5명
- 변속기 : 수동 4단(1.5)/수동 5단(1.9, 2.0)/자동 3단(1.5)/자동 4단(1.9, 2.0)
- 구동형식 : 후륜 구동

| 구분               | 1.5        | 1.9                                 | 2.0        |
| ------------------ | ---------- | ----------------------------------- | ---------- |
| 연료               | 가솔린     | 가솔린                              | 가솔린     |
| 배기량(cc)         | 1,498      | 1,897                               | 1,979      |
| 최고출력(ps/rpm)   | 89/5,500   | 102/5,400 (이후 107/5,000으로 변경) | 128/5,400  |
| 최대토크(kg*m/rpm) | 12.9/3,000 | 17.2/3,000                          | 18.7/4,200 |

### 로얄 XQ 로얄 듀크
- 전장(mm) : 4,617(이후 4,691로 변경)
- 전폭(mm) : 1,726(이후 1,758로 변경)
- 전고(mm) : 1,420
- 축거(mm) : 2,668
- 윤거(전, mm) : 1,435
- 윤거(후, mm) : 1,412
- 승차정원 : 5명 DOHC 미쓰비시 시리우스엔진
- 변속기 : 수동 4단
- 구동형식 : 후륜 구동

| 구분               | 1.5        |
| ------------------ | ---------- |
| 연료               | 가솔린     |
| 배기량(cc)         | 1,492      |
| 최고출력(ps/rpm)   | 85/5,400   |
| 최대토크(kg*m/rpm) | 12.5/3,000 |

- 로얄 듀크
- 전장(mm) : 4,796
- 전폭(mm) : 1,720
- 전고(mm) : 1,420
- 축거(mm) : 2,668
- 윤거(전, mm) : 1,435
- 윤거(후, mm) : 1,412
- 승차정원 : 5명
- 변속기 : 수동 4단/자동 3단
- 구동형식 : 후륜 구동

| 구분               | 1.5 Hi-Fi  | 1.5 TAXI   | 2.0 TAXI   |
| ------------------ | ---------- | ---------- | ---------- |
| 연료               | 가솔린     | LPG        | LPG        |
| 배기량(cc)         | 1,498      | 1,498      | 1,979      |
| 최고출력(ps/rpm)   | 89/5,500   | 82/5,500   | 87/5,000   |
| 최대토크(kg*m/rpm) | 12.9/3,000 | 12.0/3,000 | 13.5/2,600 |

### 로얄 살롱
- 전장(mm) : 4,701(이후 4,934로 변경)
- 전폭(mm) : 1,745(이후 1,720으로 변경)
- 전고(mm) : 1,420
- 축거(mm) : 2,668
- 윤거(전, mm) : 1,435
- 윤거(후, mm) : 1,412
- 승차정원 : 5명
- 변속기 : 수동 5단/자동 4단
- 구동형식 : 후륜 구동

| 구분               | 2.0                                   |
| ------------------ | ------------------------------------- |
| 연료               | 가솔린                                |
| 배기량(cc)         | 1,979                                 |
| 최고출력(ps/rpm)   | 119/6,000 (이후 128/5,400으로 변경)   |
| 최대토크(kg*m/rpm) | 18.0/3,800 (이후 18.7/4,200으로 변경) |

### 로얄 살롱 슈퍼
- 전장(mm) : 4,784
- 전폭(mm) : 1,758
- 전고(mm) : 1,420
- 축거(mm) : 2,668
- 윤거(전, mm) : 1,435
- 윤거(후, mm) : 1,412
- 승차정원 : 5명
- 변속기 : 수동 5단/자동 4단
- 구동형식 : 후륜 구동

| 구분               | 2.0        |
| ------------------ | ---------- |
| 연료               | 가솔린     |
| 배기량(cc)         | 1,979      |
| 최고출력(ps/rpm)   | 128/5,400  |
| 최대토크(kg*m/rpm) | 18.7/4,200 |